# 삼척시장
삼척시장은 강원특별자치도 삼척시의 시장이다.

## 역대 삼척군수
| 대수   | 이름   | 임기                  | 비고            |
| ------ | ------ | --------------------- | --------------- |
| 제1대  | 정인장 |                       | 강원도 삼척군수 |
| 제2대  | 최예덕 |                       | 강원도 삼척군수 |
| 제3대  | 김동준 |                       | 강원도 삼척군수 |
| 제4대  | 이태영 |                       | 강원도 삼척군수 |
| 제5대  | 남원수 |                       | 강원도 삼척군수 |
| 제6대  | 김병선 |                       | 강원도 삼척군수 |
| 제7대  | 김동근 |                       | 강원도 삼척군수 |
| 제8대  | 심경섭 | 1956.9.17 ~ 1958.8.12 | 강원도 삼척군수 |
| 제9대  | 이상용 |                       | 강원도 삼척군수 |
| 제10대 | 박종성 |                       | 강원도 삼척군수 |
| 제11대 | 김좌영 |                       | 강원도 삼척군수 |
| 제12대 | 김동석 |                       | 강원도 삼척군수 |
| 제13대 | 주여준 |                       | 강원도 삼척군수 |
| 제14대 | 이상혁 |                       | 강원도 삼척군수 |
| 제15대 | 김병규 |                       | 강원도 삼척군수 |
| 제16대 | 박건주 |                       | 강원도 삼척군수 |
| 제17대 | 서명택 |                       | 강원도 삼척군수 |
| 제18대 | 김원희 |                       | 강원도 삼척군수 |
| 제19대 | 김승우 |                       | 강원도 삼척군수 |
| 제20대 | 원낙희 |                       | 강원도 삼척군수 |
| 제21대 | 유은재 |                       | 강원도 삼척군수 |
| 제22대 | 박수균 |                       | 강원도 삼척군수 |
| 제23대 | 김운기 |                       | 강원도 삼척군수 |
| 제24대 | 홍순호 |                       | 강원도 삼척군수 |
| 제25대 | 박원기 |                       | 강원도 삼척군수 |
| 제26대 |        |                       | 강원도 삼척군수 |
| 제27대 | 최준익 |                       | 강원도 삼척군수 |
| 제28대 | 유재규 |                       | 강원도 삼척군수 |
| 제29대 | 함형구 |                       | 강원도 삼척군수 |
| 제30대 | 권혁인 |                       | 강원도 삼척군수 |
| 제31대 | 백용덕 |                       | 강원도 삼척군수 |

## 역대 삼척시장
| 대수   | 이름   | 임기               | 비고1                | 비고2           |
| ------ | ------ | ------------------ | -------------------- | --------------- |
| 제1대  | 박환주 | 1986.1.1~1988.2.21 |                      | 강원도 삼척시장 |
| 제2대  | 양종석 | 1988.2.22~1988.6.8 |                      | 강원도 삼척시장 |
| 제3대  | 한상철 | 1988.6.9~1991.1.9  |                      | 강원도 삼척시장 |
| 제4대  | 김광용 |                    |                      | 강원도 삼척시장 |
| 제5대  | 최제동 |                    |                      | 강원도 삼척시장 |
| 제6대  | 김대종 |                    |                      | 강원도 삼척시장 |
| 제7대  | 남동우 |                    |                      | 강원도 삼척시장 |
| 제8대  | 남동우 |                    | 삼척시 · 삼척군 통합 | 강원도 삼척시장 |
| 제9대  | 김일동 | 1995.7.1~1998.6.30 | 민선 1기             | 강원도 삼척시장 |
| 제10대 | 김일동 | 1998.7.1~2002.6.30 | 민선 2기             | 강원도 삼척시장 |
| 제11대 | 김일동 | 2002.7.1~2006.6.30 | 민선 3기             | 강원도 삼척시장 |
| 제12대 | 김대수 | 2006.7.1~2010.6.30 | 민선 4기             | 강원도 삼척시장 |
| 제13대 | 김대수 | 2010.7.1~2014.6.30 | 민선 5기             | 강원도 삼척시장 |
| 제14대 | 김양호 | 2014.7.1~2018.6.30 | 민선 6기             | 강원도 삼척시장 |
| 제15대 | 김양호 | 2018.7.1~2022.6.30 | 민선 7기             | 강원도 삼척시장 |
| 제16대 | 박상수 | 2022.7.1~          | 민선 8기             | 강원도 삼척시장 |

## 같이 보기
- 삼척시장 선거